# 1810 год в музыке

## Произведения
- Людвиг ван Бетховен:
  - Соната для фортепиано № 26, соч. 81a, «Прощальная» (фр. Les Adieux)[1].
  - Музыка к трагедии Гёте «Эгмонт» (нем. Egmont), соч. 84[1].
  - Багатель «К Элизе» (нем. Für Elise)[1].
- Карл Мария фон Вебер — опера «Сильвана» (нем. Silvana).
- Никола Изуар — опера «Золушка» (фр. Cendrillon).
- Фридрих Кулау — концерт для фортепиано с оркестром, соч. 7.
- Джоаккино Россини — опера «Брачный вексель» (итал. La cambiale di matrimonio).

## Родились
- 20 января — Фердинанд Давид (нем. Ferdinand David), немецкий скрипач, композитор и педагог.
- 22 февраля или 1 марта — Фредерик Шопен (пол. Fryderyk Chopin), польский композитор и пианист.
- 8 февраля — Норберт Бургмюллер (нем. Norbert Burgmüller), немецкий композитор.
- 8 июня — Роберт Шуман (нем. Robert Schumann), немецкий композитор и дирижёр.
- 9 июня — Отто Николаи (нем. Otto Nicolai), немецкий композитор и дирижёр.
- 6 августа — Джорджо Ронкони (итал. Giorgio Ronconi), итальянский певец, баритон.
- 7 ноября — Ференц Эркель (венг. Ferenc Erkel), венгерский композитор, пианист, дирижёр и педагог.
- 16 ноября — Фридрих Вильгельм Кюкен (нем. Friedrich Wilhelm Kücken), немецкий композитор.

## Скончались
- 26 ноября — Николя-Этьен Фрамери (фр. Nicolas-Étienne Framery), французский композитор, поэт и писатель.
- дата неизвестна:
  - Джон Гарт (англ. John Garth), английский композитор.
  - Доменико Фискьетти (итал. Domenico Fischietti), итальянский композитор.